# Нортвей-Джанкшен (Аляска)
Нортвей-Джанкшен (англ. Northway Junction) — переписна місцевість (CDP) в США, в окрузі Саутіст-Фейрбенкс штату Аляска. Населення — 54 особи (2010).

## Географія
Нортвей-Джанкшен розташований за координатами 63°1′27″ пн. ш. 141°47′29″ зх. д. / 63.02417° пн. ш. 141.79139° зх. д. (63.024120, -141.791252).  За даними Бюро перепису населення США в 2010 році переписна місцевість мала площу 21,06 км², з яких 20,81 км² — суходіл та 0,25 км² — водойми.

## Демографія
Згідно з переписом 2010 року, у переписній місцевості мешкали 54 особи в 20 домогосподарствах у складі 15 родин. Густота населення становила 3 особи/км².  Було 31 помешкання (1/км²).
Расовий склад населення:
| - 66,7 % — корінних американців - 22,2 % — білих |

До двох чи більше рас належало 11,1 %. Частка іспаномовних становила 1,9 % від усіх жителів.
За віковим діапазоном населення розподілялося таким чином: 35,2 % — особи молодші 18 років, 42,6 % — особи у віці 18—64 років, 22,2 % — особи у віці 65 років та старші. Медіана віку мешканця становила 35,0 року. На 100 осіб жіночої статі у переписній місцевості припадало 100,0 чоловіків;  на 100 жінок у віці від 18 років та старших — 94,4 чоловіків також старших 18 років.
Середній дохід на одне домашнє господарство  становив 60 935 доларів США (медіана — 57 500), а середній дохід на одну сім'ю — 56 353 долари (медіана — 31 875). За межею бідності перебувало 46,9 % осіб, у тому числі 67,9 % дітей у віці до 18 років та 0,0 % осіб у віці 65 років та старших.
Цивільне працевлаштоване населення становило 15 осіб. Основні галузі зайнятості: публічна адміністрація — 40,0 %, транспорт — 13,3 %, освіта, охорона здоров'я та соціальна допомога — 13,3 %.